# Axel Zingle
Axel Zingle (ur. 18 grudnia 1998 w Miluzie) – francuski kolarz szosowy i górski.

## Osiągnięcia

### Kolarstwo szosowe
Opracowano na podstawie:

2020
- 1. miejsce w mistrzostwach Francji U23 (start wspólny)

2021
- 3. miejsce w Classic Grand Besançon Doubs
- 1. miejsce na 1. etapie Tour de Guadeloupe

2022
- 1. miejsce w La Route Adélie de Vitré
- 3. miejsce w Tour du Jura
- 2. miejsce w Circuit de Wallonie
- 3. miejsce w mistrzostwach Francji (start wspólny)
- 1. miejsce w klasyfikacji punktowej Arctic Race of Norway
  - 1. miejsce na 1. etapie
- 1. miejsce w Famenne Ardenne Classic

2023
- 1. miejsce w Classic Loire Atlantique
- 3. miejsce w Tour du Finistère
- 3. miejsce w Boucles de la Mayenne

### Kolarstwo górskie
Opracowano na podstawie:
2016
- 2. miejsce w mistrzostwach Europy (sztafeta mieszana)
- 3. miejsce w mistrzostwach Europy juniorów (cross-country)

## Rankingi

### Kolarstwo szosowe
| Rok             | 2020 | 2021 | 2022 | 2023 | 2024 |
| --------------- | ---- | ---- | ---- | ---- | ---- |
| World Ranking   | 498. | 323. | 59.  | 58.  | 55.  |
| UCI Europe Tour | 409. | 272. | 50.  | 47.  | 43.  |
|                 |      |      |      |      |      |
| Źródło: UCI     |      |      |      |      |      |